# Sequencer

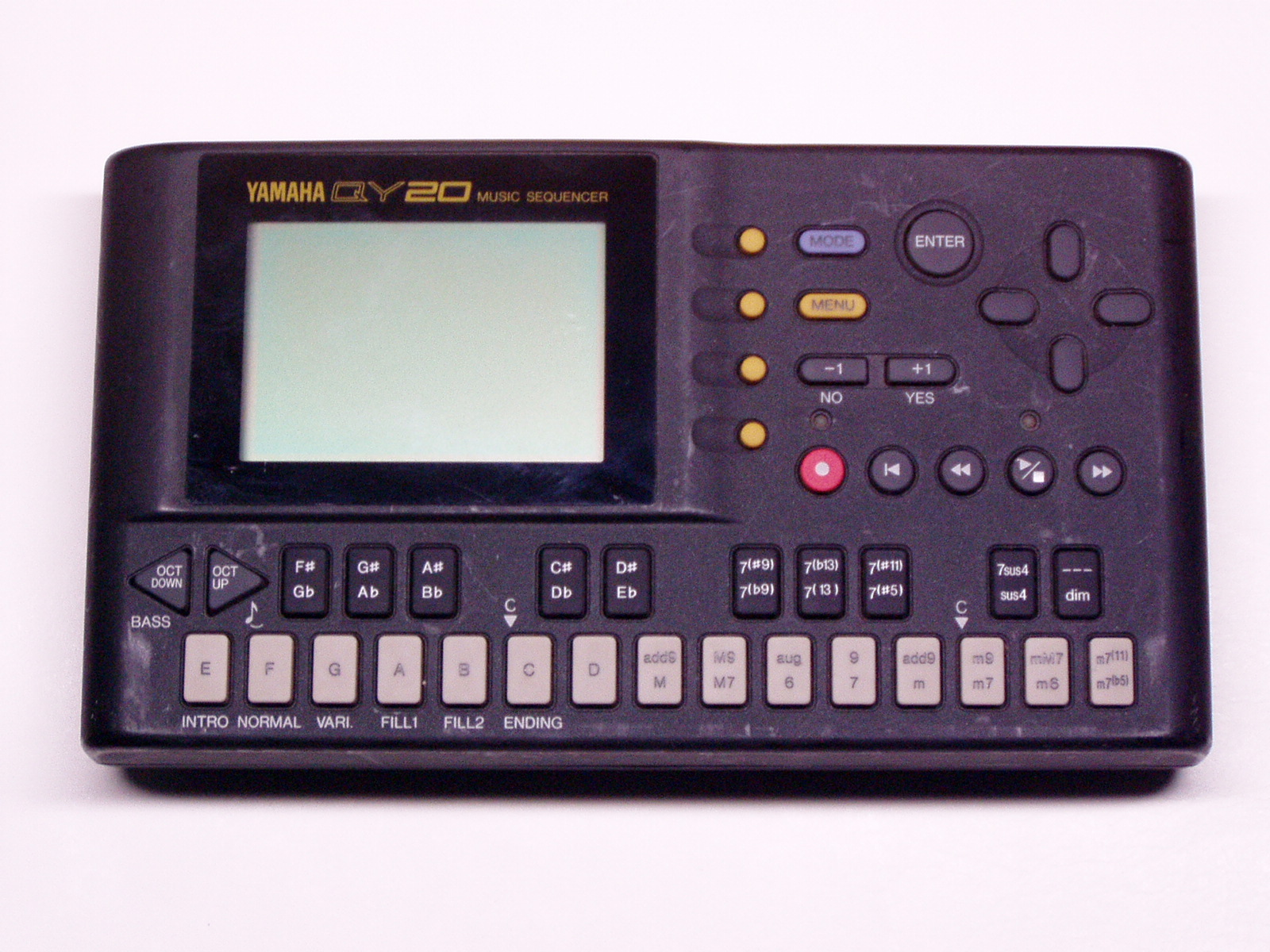
En hårdvarusequencer

En sequencer är ett verktyg inom elektronisk musik som kontrollerar musikinformation för elektroniska musikinstrument, till exempel en synthesizer eller sampler. 
Från början var en sequencer en dedikerad fysisk enhet men idag finns även sequencern i form av datorprogram som kan ge användaren möjlighet att spela in, spela upp och redigera toninformation, ofta enligt standarden MIDI. En sequencer i sin ursprungliga form lagrar och spelar endast in information om till exempel toners tidpunkt, höjd, längd och styrka. Idag kan dock de flesta sequensers även lagra och spela in ljud i form av samplingar. Vissa elektroniska instrument har egna inbyggda sequencers.

## Typer

### CV/Gate-sequencer
Denna äldsta typ av sequencer är uppbyggd kring en räknare som klockas av antingen en extern eller intern klocksignal och som styr en multiplexer som på sina ingångar har ett antal potentiometrar. Den aktuella potentiometerns läge bestämmer den spänning som kopplas via multiplexern till utgången och kan på så sätt styra till exempel  tonhöjd eller brytfrekvens hos det inkopplade elektroniska instrumentet.

### Tracker-sequencer
Tracker-sequencern används i tracker-program. Trackern återger informationen i text uppifrån och ned i rader och uppbyggd av kanaler, där varje kanal endast kan innehålla information om en ton i taget. Normalt återges ett 1/4-slag av fyra eller åtta rader toninformation. Varje kanal har även information om hur tonen ska bearbetas, som volym, vibrato eller portamento. Fördelar med trackern är dess större kontroll över toner. Nackdelen är att det inte är lika flexibelt; till exempel behöver ett ackord i de flesta fall en kanal per ingående ton.

### Piano-roll-sequencer
Detta är den vanligaste sequencern i moderna sequencerprogram. Den visar tonerna i ett rutnät, lodrätt representerar tonernas tonhöjd i samma utförande som hos ett piano, och vågrätt ger information om tonens startpunkt och längd. Pianorullen går från vänster till höger tidsmässigt. Namnet kommer av de pappersrullar som används i den äldsta sorten av självspelande pianon. Fördelen med pianorollsequencern är dess översikt och smidiga inspelningsmöjligheter.

### Not-sequencer
En sequencer där toner kan läsas eller skrivas som notskrift. På så sätt är den enkel att arbeta med för klassiskt skolade musiker men kan vara svår att behärska om man inte är duktig på noter.

## Sequencerprogram
- Steinberg Cubase
- EnergyXT
- FL Studio
- Garageband
- harmonySEQ - Linux
- Logic Pro
- Live
- Pro Tools
- Reaper - billigt
- Reason
- Samplitude
- Tracktion
- ThunderBeatD3 - Windows
- BRELS MIDI Editor (GNU/GPL)
- Studio One